# Urmenetea atacamensis
Urmenetea atacamensis Phil., 1860 è una specie di piante angiosperme dicotiledoni della famiglia delle Asteraceae. È l'unica specie del genere Urmenetea Phil., 1860.

## Descrizione
Questa specie ha un habitus erbaceo perenne o aubarbustivo. Queste piante sono prive di lattice.
Le foglie, persistenti, lungo il caule sono disposte in modo alternato e debolmente rosulate. La lamina è denticolata con forme da ampiamente ellittiche a ovate.
Le infiorescenze sono composte da capolini terminali scaposi. I capolini di tipo radiato ed omogamo sono formati da un involucro a forma da spiraleggiante a campanulata o emisferica composto da brattee (o squame) all'interno delle quali un ricettacolo fa da base ai fiori di due tipi (più o meno): tubulosi (centrali del disco) e ligulati (periferici del raggio). Le brattee, simili a foglie, disposte su alcune serie in modo embricato sono di vario tipo e consistenza. Il ricettacolo, glabro, a forma da piatta a lievemente convessa è alveolato e nudo (senza pagliette).
I fiori sono tetraciclici (a cinque verticilli: calice – corolla – androceo – gineceo) e in genere pentameri (ogni verticillo ha 5 elementi). I fiori, da pochi a molti, eteromorfi (con forme diverse) sono divisi tra fiori del raggio pochi e uniseriati, femminili e fiori del disco, molto numerosi, ermafroditi e fertili.
- Formula fiorale:

*/x K {\displaystyle \infty }, [C (5), A (5)], G 2 (infero), achenio
- Calice: i sepali del calice sono ridotti ad una coroncina di squame.
- Corolla: il colore delle corolle è rosa o bianco nei fiori del raggio e giallo in quelli del disco. Le corolle dei fiori del raggio (quelli periferici - fiori zigomorfi) sono bilabiate con tre denti sul labbro esterno e 2 lunghi lobi attorcigliati su quello interno. Le corolle dei fiori del disco (quelli più interni - fiori actinomorfi) hanno 5 lobi eretti o patenti.
- Androceo: l'androceo è formato da 5 stami con filamenti liberi e antere saldate in un manicotto circondante lo stilo.[10] Le antere in genere hanno una forma cilindrica (nei fiori del raggio sono apparentemente simili a liberi staminoidi) con appendici apicali acute. Le teche sono calcarate (provviste di speroni) e provviste di code. Il polline normalmente è tricolporato a forma sferica (può essere microechinato).
- Gineceo: il gineceo ha un ovario uniloculare infero formato da due carpelli.[10]. Lo stilo è unico e con due corti stigmi e un nodo basale glabro. Gli apici degli stigmi sono arrotondati e sono ricoperti da piccole papille (sulla parte abassiale). L'ovulo è unico e anatropo.

I frutti sono degli acheni con pappo. La forma degli acheni è fusiforme o cilindrica (raramente è compressa); le pareti possono essere penta-costate e sono glabre. Il carpoforo (o carpopodium) è assente. Il pappo (eteromorfo) è formato da setole disposte su alcune serie: in quelle esterne le setole sono capillari, barbate o piumose del tutto o a volte sono subpiumose solo apicalmente; in quelle interne sono delle scaglie laciniate. Il pappo è direttamente inserito nel pericarpo o connato in un anello parenchimatico posto sulla parte apicale dell'achenio.

## Biologia
- Impollinazione: l'impollinazione avviene tramite insetti (impollinazione entomogama tramite farfalle diurne e notturne).
- Riproduzione: la fecondazione avviene fondamentalmente tramite l'impollinazione dei fiori (vedi sopra).
- Dispersione: i semi (gli acheni) cadendo a terra sono successivamente dispersi soprattutto da insetti tipo formiche (disseminazione mirmecoria). In questo tipo di piante avviene anche un altro tipo di dispersione: zoocoria. Infatti gli uncini delle brattee dell'involucro si agganciano ai peli degli animali di passaggio disperdendo così anche su lunghe distanze i semi della pianta.

## Distribuzione e habitat
La specie di questa voce è distribuita in Argentina e in Cile.

## Tassonomia
La famiglia di appartenenza di questa voce (Asteraceae o Compositae, nomen conservandum) probabilmente originaria del Sud America, è la più numerosa del mondo vegetale, comprende oltre 23.000 specie distribuite su 1.535 generi, oppure 22.750 specie e 1.530 generi secondo altre fonti (una delle checklist più aggiornata elenca fino a 1.679 generi). La famiglia attualmente (2021) è divisa in 16 sottofamiglie.

### Filogenesi
La sottofamiglia Mutisioideae, nell'ambito delle Asteraceae occupa una posizione "basale" (si è evoluta precocemente rispetto al resto della famiglia) ed è molto vicina alla sottofamiglia Stifftioideae. La tribù Onoserideae nell'ambito della sottofamiglia occupa una posizione "basale" (è il primo gruppo ad essersi diviso).
Il genere Urmenetea descritto da questa voce appartiene alla tribù Onoserideae. I caratteri distintivi per le specie di questo genere sono:
- il portamento è perenne subscaposo;
- le corolle marginali sono bilabiate ed espanse;
- le corolle centrali sono tubolari-bilabiate;
- i bracci dello stilo sono papillosi.